# Marco Tulio Cicerón (cónsul 30 a. C.)
Marco Tulio Cicerón o Cicerón el Menor (en latín, Marcus Tullius Cicero Minor) fue cónsul suffectus de la República romana en 30 a. C., sucediendo en el cargo a Cayo Antistio Veto a mediados del mes de septiembre.

## Familia y adolescencia
Marco Tulio Cicerón, el Menor, nació en el año 64 a. C., el mismo día, al parecer, en el que Lucio Julio César y Cayo Marcio Fígulo fueron elegidos cónsules. Él era el hijo de Marco Tulio Cicerón quien, como distinguido orador y senador consular, fue una de los principales figuras de la república romana durante el siglo I a. C., y de su primera esposa, Terencia. Cicerón el Menor tenía una hermana mayor, Tulia Ciceronis, que nació en el año 79 a. C. y murió en 45 a. C..
Con frecuencia su padre, en sus cartas, se refiere a su hijo en términos afectuosos, y lo convirtió en su compañero de su viaje a Cilicia en 51 a. C. En el otoño siguiente a su llegada, fue enviado junto con un primo, Quinto Cicerón, para hacer una visita al rey Deyótaro de Galacia, mientras que el procónsul proseguía la guerra contra los montañeses del Amanos. Cuando regresó a Italia a finales de 50 a. C., fue investido con la toga viril en Arpino en el mes de marzo de 49 a. C.

## Juventud y educación
Desde un principio el joven Cicerón quiso seguir una carrera militar. Cuando estalló la guerra civil en el año 49 a. C., a los 16 años, pasó a Grecia y se unió al ejército de Pompeyo donde recibió el mando de un escuadrón de caballería. Después de la derrota de Pompeyo en la batalla de Farsalia en el año 48 a. C., fue perdonado por Julio César.
Posteriormente permaneció en Brindisi, hasta la llegada de César de Oriente, siendo elegido poco después, en 46 a. C. junto con su primo Quinto y un tal M. Cesio, para desempeñar el cargo de edil en Arpino, y en la primavera siguiente (45 a. C.) expresó el deseo de pasar a Hispania y participar en la guerra contra los hijos de Pompeyo. 
Fue, sin embargo, persuadido por su padre de abandonar este proyecto, y enviado a Atenas para proseguir sus estudios, junto con varias personas de su misma edad pertenecientes a las familias más distinguidas de Roma. Mientras estaba en Atenas, escribió una carta a Tiro, un esclavo y más tarde liberto de la familia de Cicerón, en la que dijo que estaba practicando la declamación en griego con Gorgias, pero tuvo que abandonarlo, porque su padre, a quien no quería ofender, así se lo había solicitado. Cicerón el Menor entonces tomó lección de declamación en griego con Casio, y latín con Bruto, los dos principales conspiradores en el asesinato de César, que, tras la muerte del dictador, se encontraban en Grecia tratando de ganar apoyo en su guerra contra el Segundo Triunvirato.

## Vengador de su padre
Después de que su padre fuera asesinado en 43 a. C. por orden de Marco Antonio, Cicerón se unió al ejército de los Libertadores encabezados por Casio y Bruto, y este último lo elevó al rango de tribuno militar, logrando derrotar a la legión comandada por L. Pisón, un lugarteniente de Antonio, y apresar a Cayo Antonio, entre otros muchos servicios que realizó en el curso de la campaña macedonia. Cuando el ejército republicano fue derrotado en la batalla de Filipos, huyó junto con Casio de Parma, para posteriormente unirse a Sexto Pompeyo en Sicilia, y aprovechando la amnistía en favor de los exiliados, durante el pacto de Miseno, (39 a. C.), regresó a la metrópoli.
En Roma vivió en el retiro y la oscuridad, hasta que Octaviano, tal vez por remordimiento a causa de su traición hacia su padre, le llevó a admitir a Cicerón en el colegio de los augures. Después de la ruptura final con Antonio, Cicerón participó en la batalla de Actium en 31 a. C., y asumió, el 13 de septiembre del año 30 a. C. como colega de Octaviano el cargo de cónsul suffectus. 

## Cónsul Suffectus
Por una coincidencia singular, como cónsul, a Cicerón le correspondió anunciar la muerte de Antonio al Senado. También estuvo a cargo de revocar los honores que Antonio tenía y eliminar todas sus estatuas, así como decretar que ningún miembro de la familia podía llevar el nombre de Marcus de nuevo. Plutarco señala: 

De esta manera la justicia divina confió a la familia de Cicerón los actos finales del castigo de Antonio.

Poco después fue nombrado gobernador de la provincia de Asia, o según otras fuentes, procónsul de Siria entre los años 28 a. C. y 25 a. C., sin volver a aparecer en la historia.